# AAM-N-5 Meteor
AAM-N-5 Meteor là tên lửa không đối không thuộc thế hệ đầu tiên của Hải quân Hoa Kỳ, do Học viện công nghệ Massachusetts và công ty Bell Aircraft phát triển. Ban đầu, các kỹ sư đã phát triển cả hai phiên bản là phóng từ máy bay và phóng từ tàu chiến. Các phiên bản được phóng từ máy bay trên tàu sân bay đã đi đến giai đoạn bay thử nghiệm trước khi dự án này bị hủy bỏ.
Vào năm 1950, Hải quân Hoàng gia Anh cũng bày tỏ quan tâm tới việc biến Meteor thành một tên lửa tầm ngắn để bảo vệ tàu chống lại bom lượn và các loại vũ khí tương tự. Họ đã nghiên cứu nó trong dự án Popsy. Khi Hải quân Hoa Kỳ không còn theo đuổi phiên bản phóng từ tàu chiến, dự án Mospy cũng bị dừng lại.

### Bibliography
- Babcock, Elizabeth (2008). Magnificent Mavericks: transition of the Naval Ordnance Test Station from rocket station to research, development, test and evaluation center, 1948-58. History of the Navy at China Lake, California. Quyển 3. Washington, DC: Government Printing Office. ISBN 978-0945274568.
- Friedman, Norman (1982). U.S. Naval Weapons: every gun, missile, mine, and torpedo used by the U.S. Navy from 1883 to the present day. Annapolis, MD: Naval Institute Press. ISBN 978-0-87021-735-7.
- Ordway, Frederick Ira; Ronald C. Wakeford (1960). International Missile and Spacecraft Guide. New York: McGraw-Hill. ASIN B000MAEGVC.
- Parsch, Andreas (2003). "MIT/Bell AAM-N-5 Meteor". Directory of U.S. Military Rockets and Missiles Appendix 1: Early Missiles and Drones. designation-systems.net. Truy cập ngày 21 tháng 1 năm 2013.